# Пашкова (округ Рожнява)
Пашкова (словац. Pašková) — село в окрузі Рожнява Кошицького краю Словаччини, історична область Гемера. Площа села 6,01 км². Станом на 31 грудня 2016 року в селі проживало 342 жителі.

## Історія
Перші згадки про село датуються 1318 роком.

## Населення
| Рік:            | 1994. | 2004.   | 2014.    | 2024.   |
| --------------- | ----- | ------- | -------- | ------- |
| Кількість осіб: | 274   | 286     | 340      | 335     |
| Різниця:        |       | +4,37 % | +18,88 % | -1,47 % |

| Рік:            | 2023. | 2024.   |
| --------------- | ----- | ------- |
| Кількість осіб: | 339   | 335     |
| Різниця:        |       | -1,17 % |